# Cyrto-hypnum microphyllum
Cyrto-hypnum microphyllum là một loài rêu trong họ Thuidiaceae. Loài này được (Schwägr.) P.C. Wu, Crosby & S. He mô tả khoa học đầu tiên năm 1999.